# Prächtige Ragwurz
Die Orchidee Prächtige Ragwurz (Ophrys splendida Gölz & H.R.Reinhard, Syn.: Ophrys arachnitiformis subsp. splendida (Gölz & H.R.Reinhard) H.Baumann & R.Lorenz) ist eine Art der Gattung Ragwurzen (Ophrys) und damit der Familie der Orchideen.

## Merkmale
Diese mehrjährige krautige Pflanze erreicht Wuchshöhen zwischen 10 und 25 cm. Der Blütenstand umfasst zwei bis acht Blüten. Die aufrechten Kelchblätter sind weißlich bis rosa-lila, sie werden zwischen 10,5 und 14,5 mm lang und zwischen 5,5 und 8 mm breit. Die seitlichen Kronblätter sind auffällig zweifarbig. Diese kahlen und oft welligen Kronblätter sind weiß bis rosa und haben einen gelbgrünen oder orange-roten Rand. Die Lippe ist dunkelbraun mit schmalem gelben Rand gefärbt und weist am hinteren Rand kurze Haare auf.

## Standort und Verbreitungsgebiet
Man findet diese Pflanzen-Art in lichten Wäldern, Garriguen und auf Magerrasen mit trockenen bis mäßig frischen, basenreichen Böden in einer Höhe von bis zu 600 Metern Meereshöhe. Man findet die Prächtige Ragwurz im Süden Frankreichs von der Rhone bis in die Gegend von Cannes.

## Ökologie
Die Prächtige Ragwurz blüht von April bis Mai. Als Bestäuber wurde Andrena squalida beobachtet.

## Taxonomie
Die Prächtige Ragwurz wurde 1980 durch Peter Gölz und Hans R. Reinhard in Plant Systematics and Evolution Band 136 Teil 1–2, Seite 30 als Ophrys splendida erstbeschrieben. Die Art wurde 2005 durch Helmut Baumann und Richard Lorenz in Journal Europäischer Orchideen Band 37 Teil 3, Seite 718 als Unterart Ophrys arachnitiformis subsp. splendida (Gölz & H.R.Reinhard) H.Baumann & R.Lorenz eingestuft.